# Pitcairnia loki-schmidtiae
Espèce
Classification phylogénétique
Pitcairnia loki-schmidtiae est une espèce de plantes de la famille des Bromeliaceae, endémique du Mexique.